# Diambilé
Diambilé est une localité située dans le département de Kpuéré de la province du Noumbiel dans la région Sud-Ouest au Burkina Faso.

## Géographie
Diambilé se trouve au nord du département à environ à 25 km au nord de Kpuéré et à 25 km au sud de Batié.

## Santé et éducation
Le centre de soins le plus proche de Diambilé est le centre de santé et de promotion sociale (CSPS) de Kpuéré tandis que le centre médical avec antenne chirurgicale (CMA) de la province se trouve à Batié.